# Kathmandu
Kathmandu este capitala Nepalului și este de asemenea cel mai mare oraș din Nepal. Este situat la altitudinea de 1.300 m. Populația urbană și suburbana din zona metropolitană este de aproximativ 1.5 milioane locuitori. Principalele orașe din Zona Metropolitană sunt Kathmandu, Patan și Bhaktapur. Kathmandu este localizat pe Valea Kathmandu coordonatele fiind: 27°43′N 85°22′E.

Kathmandu
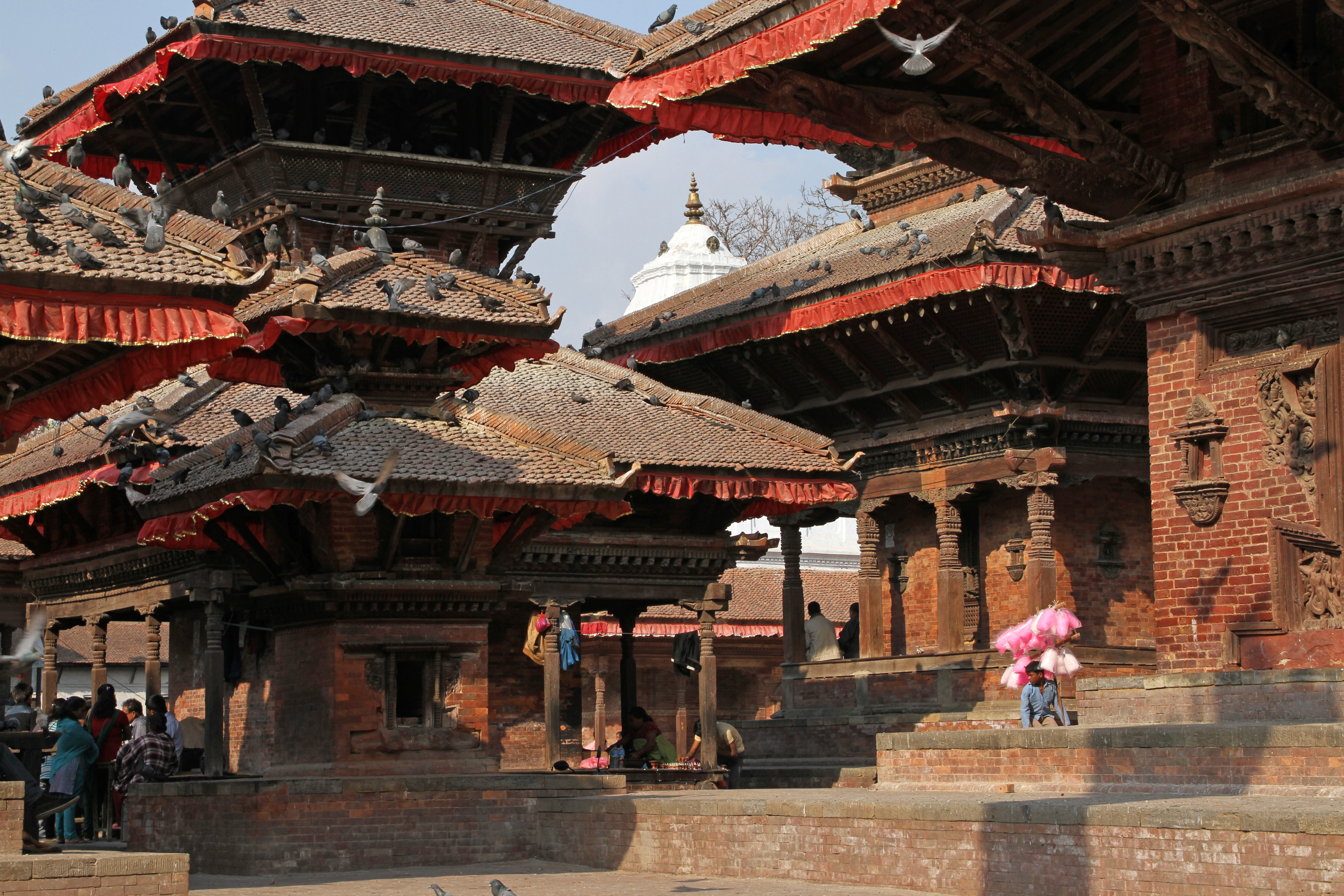
Piața Durbar
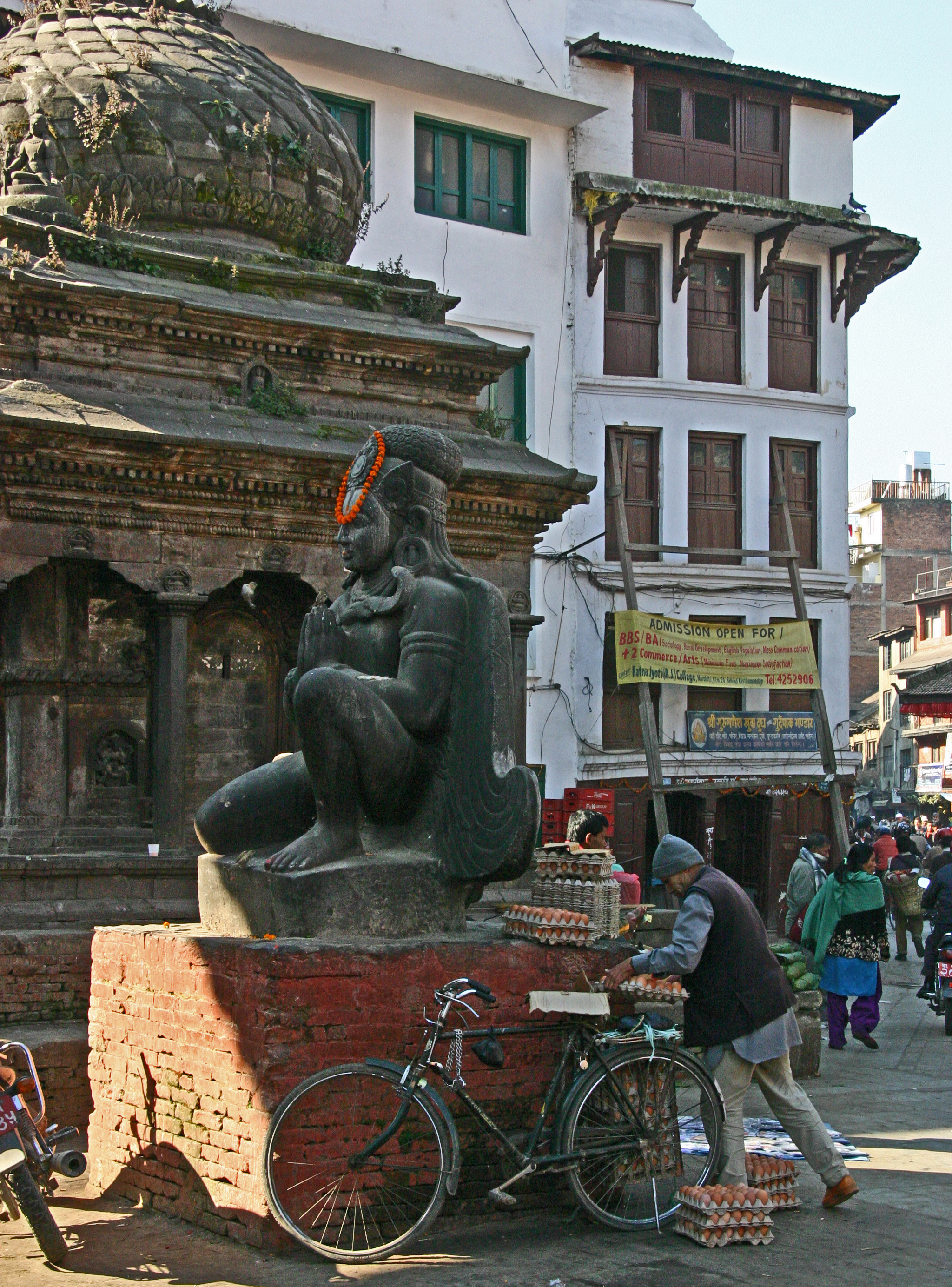
Garuda
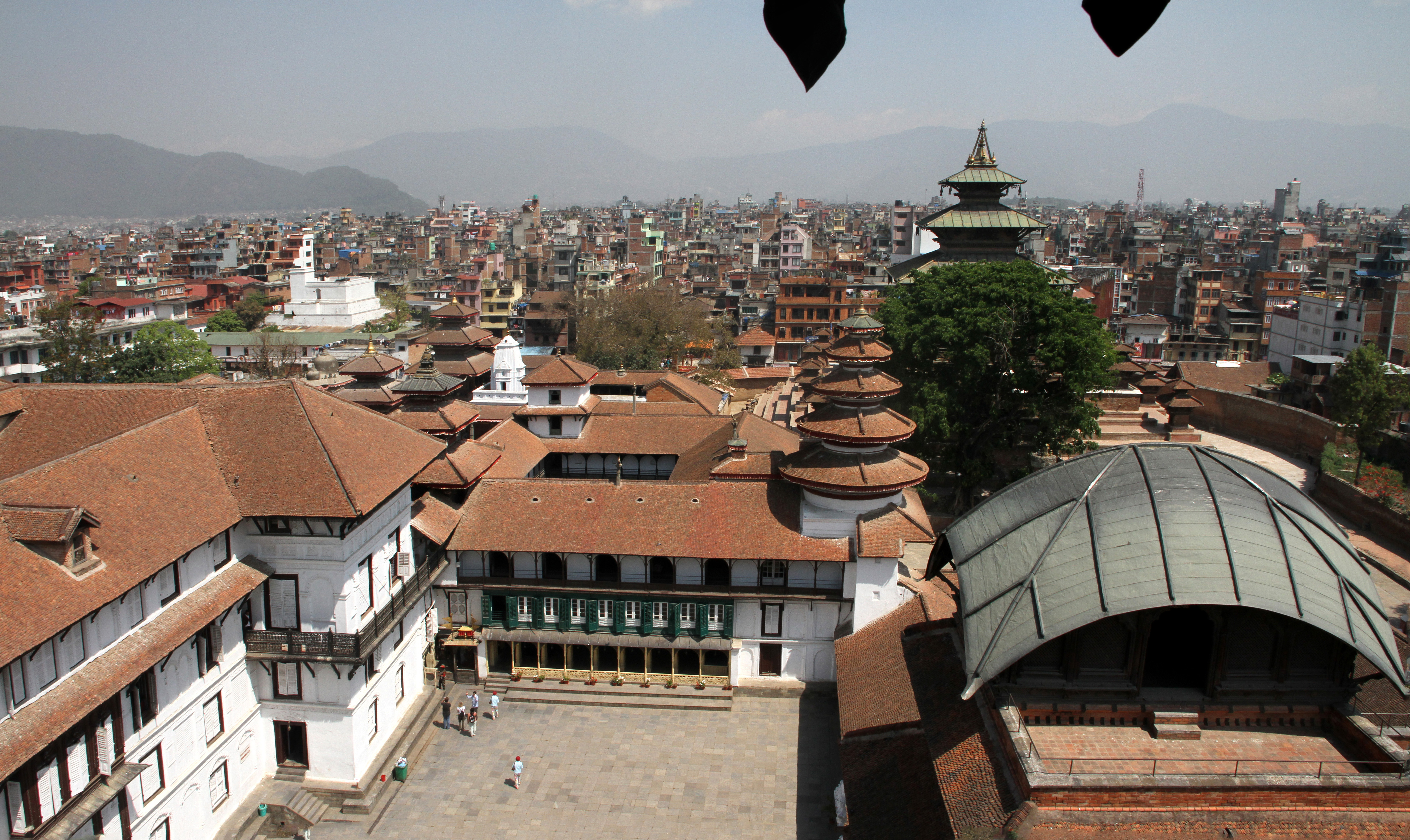
Hanuman Dhoka
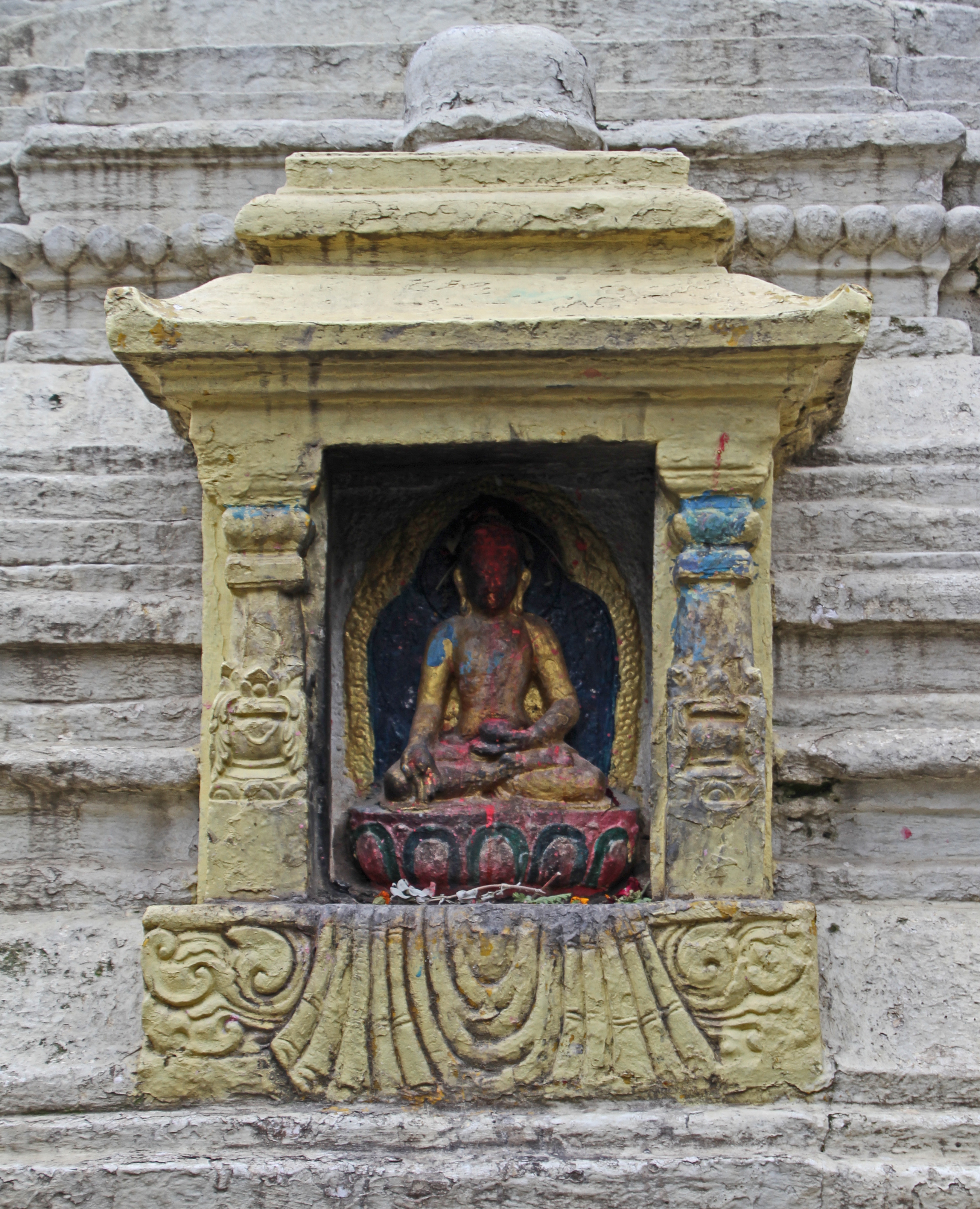
Buddha
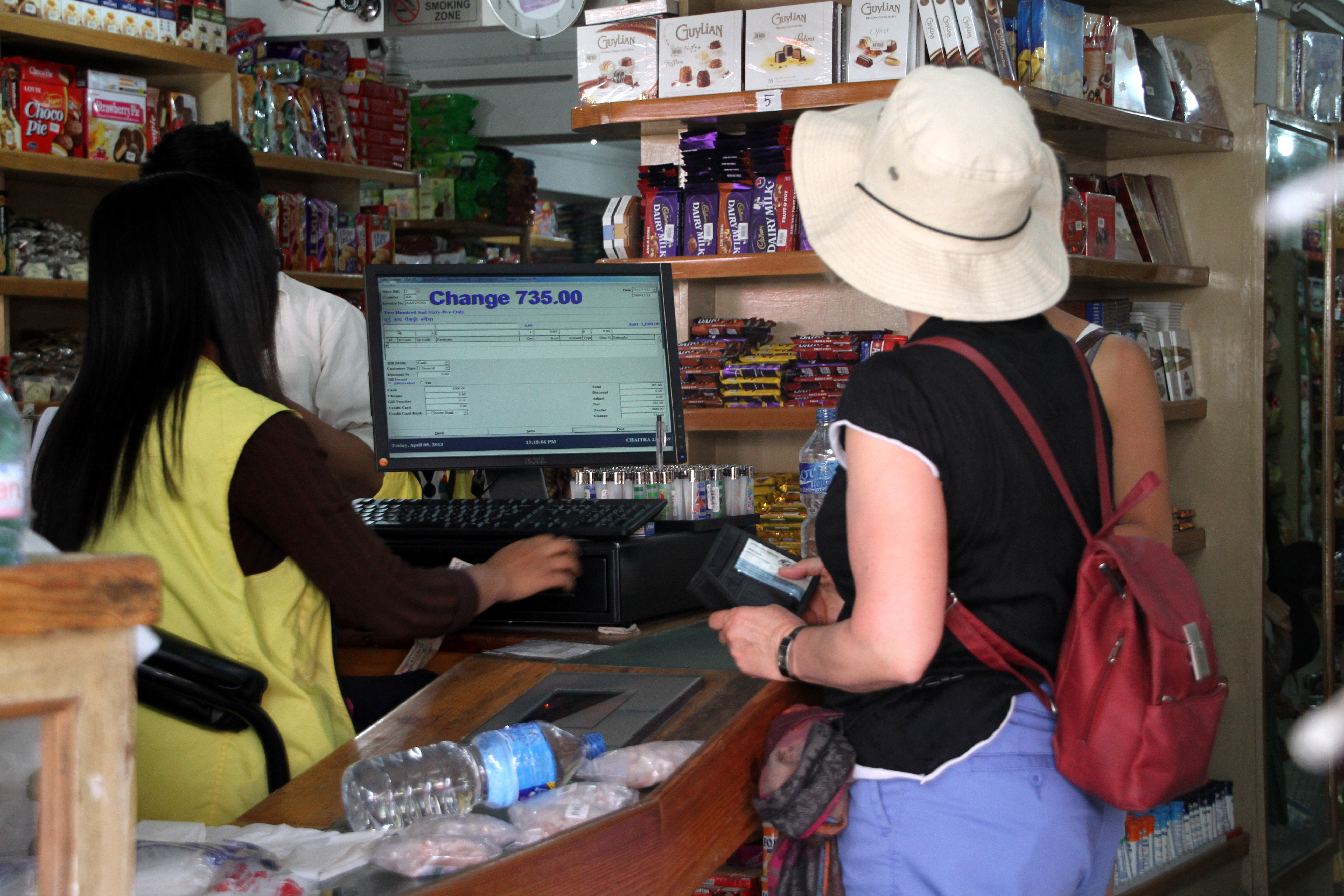
Supermarket
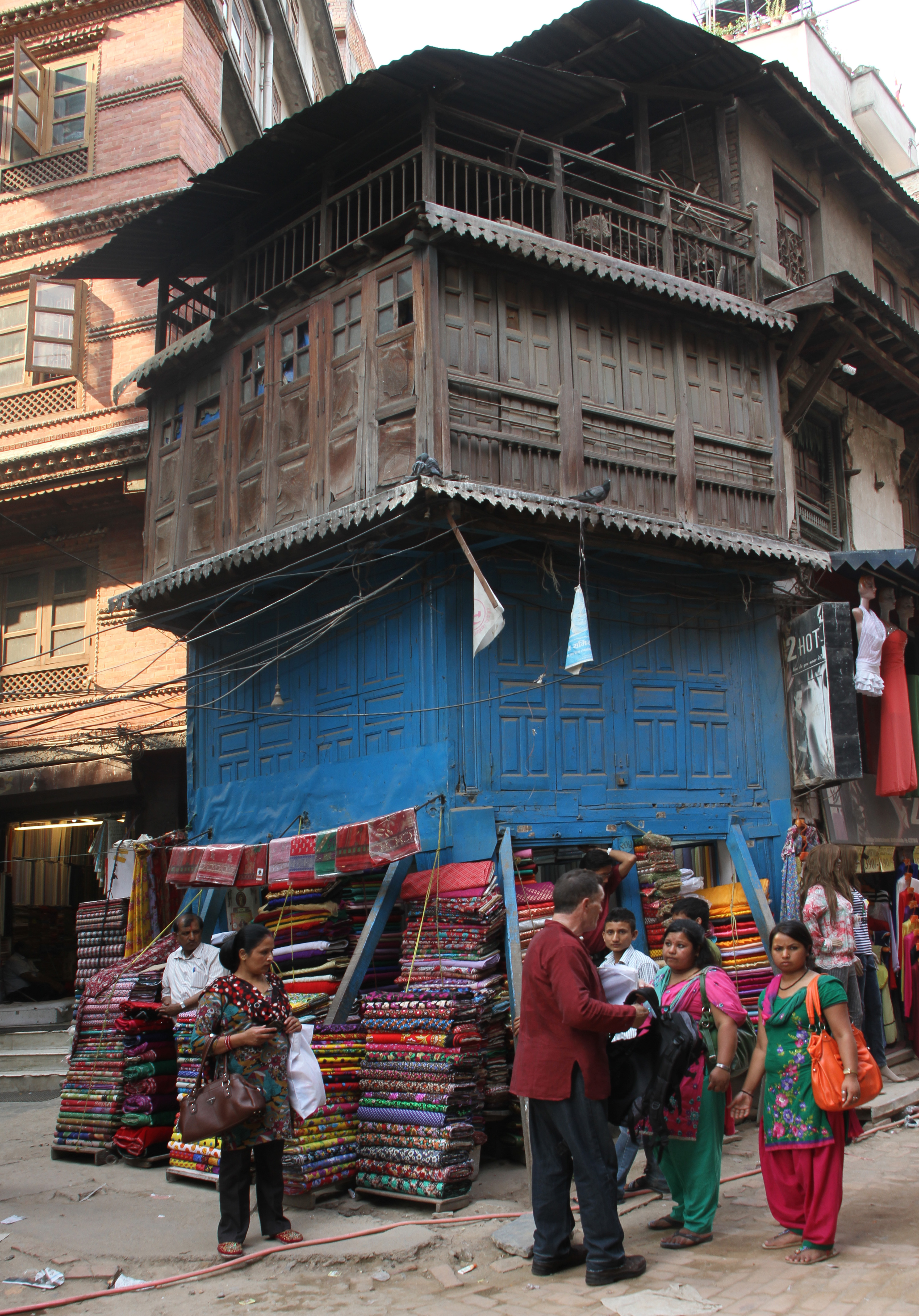
Casă de lemn
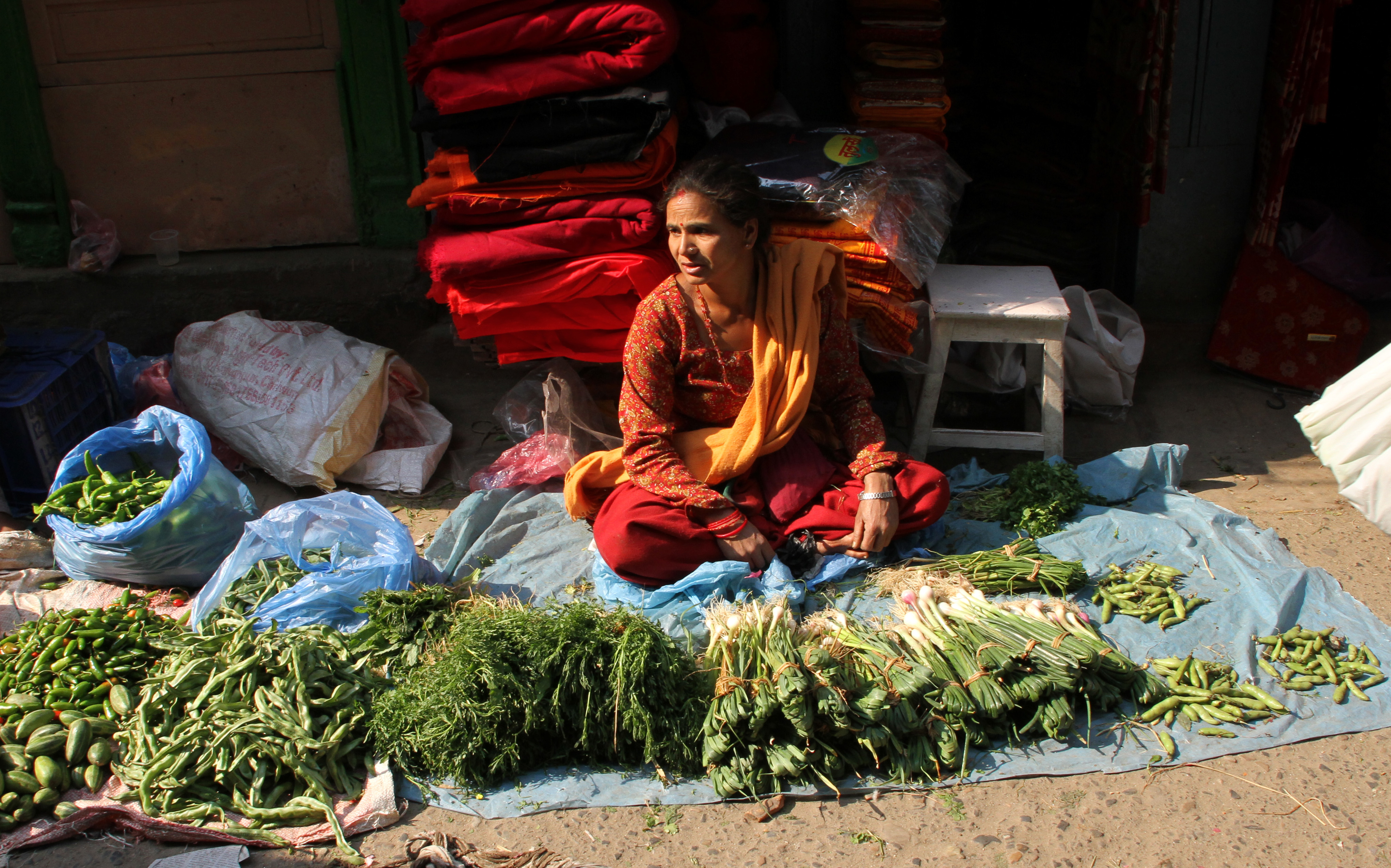
Comerciant de legume
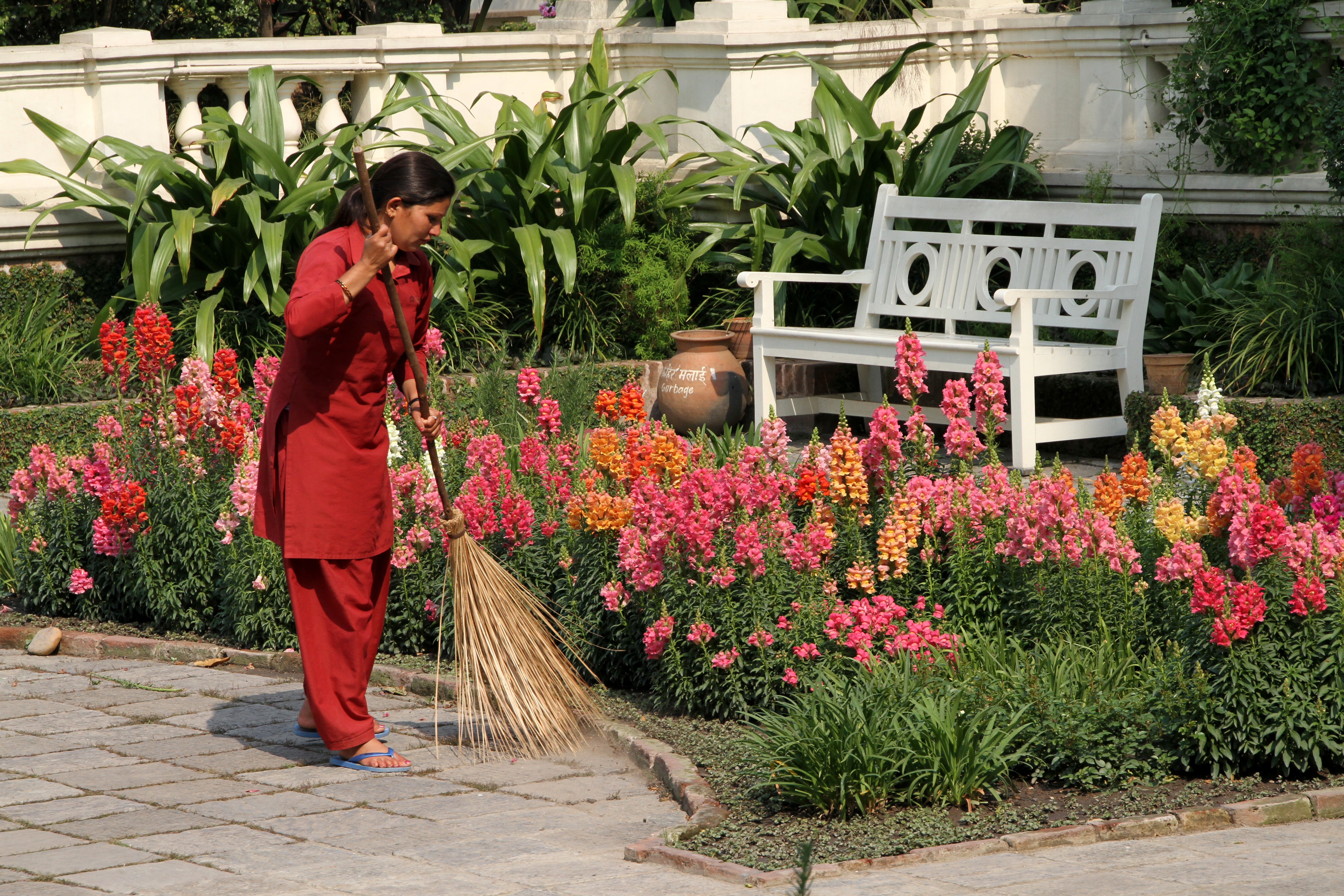
Grădina Viselor
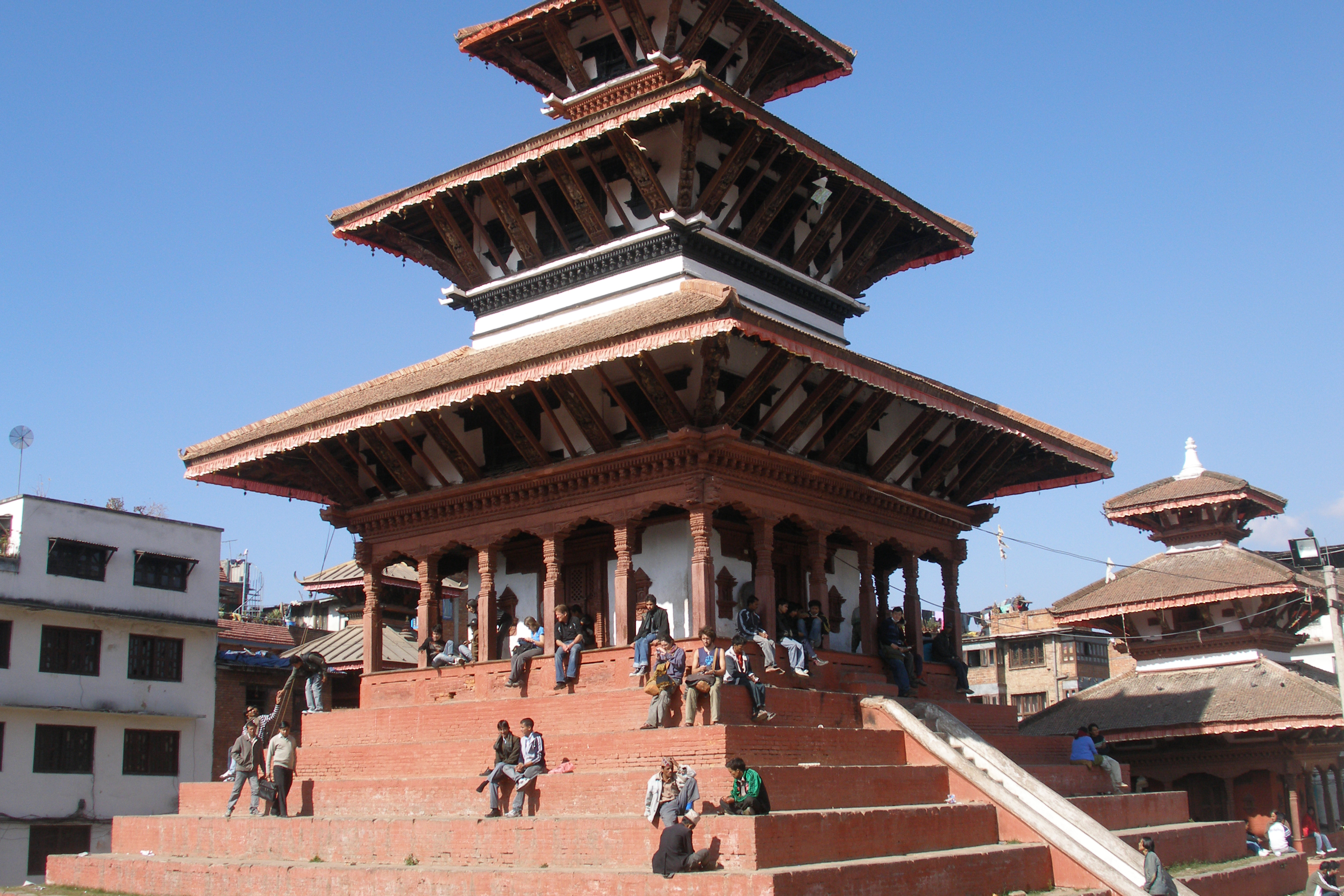
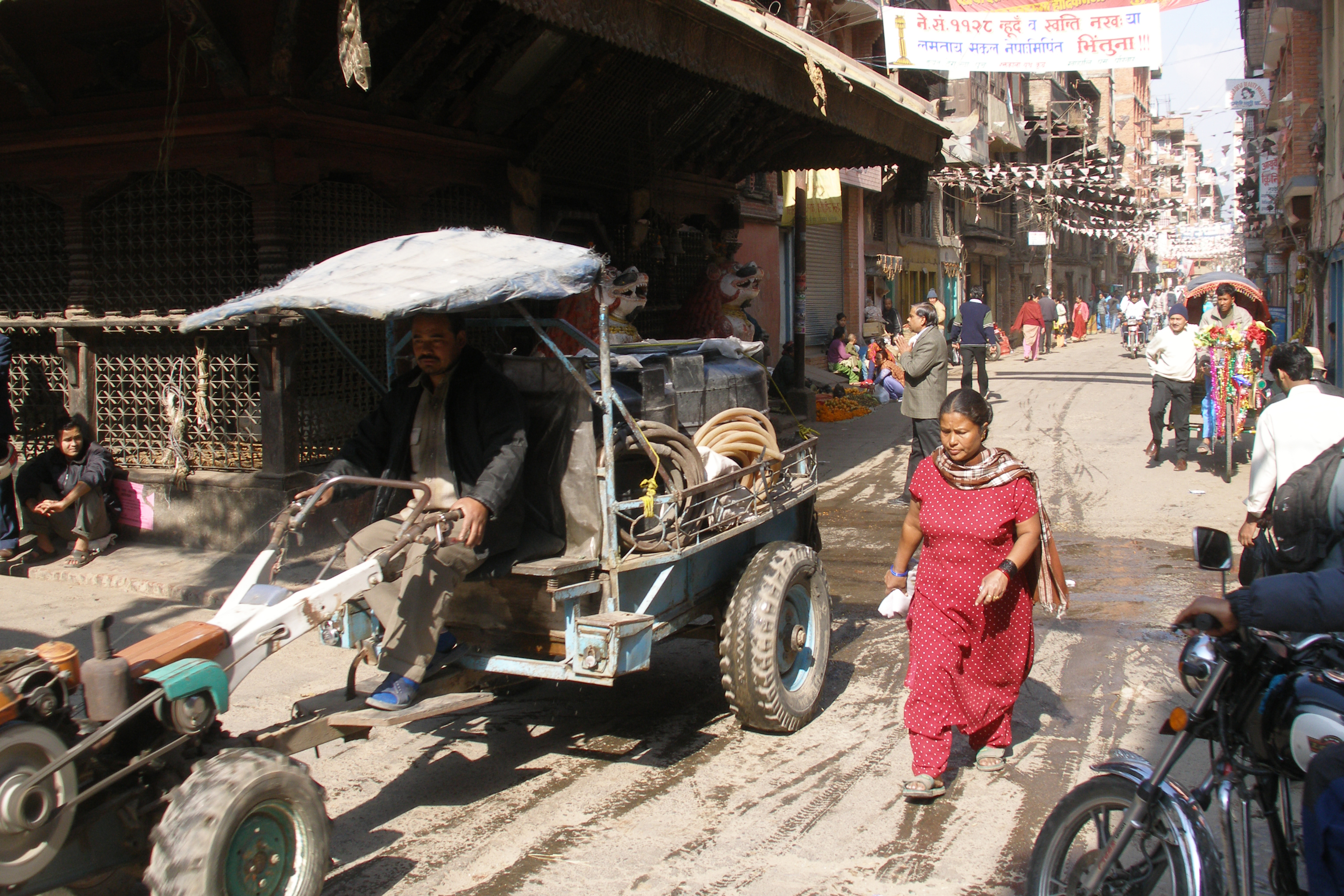
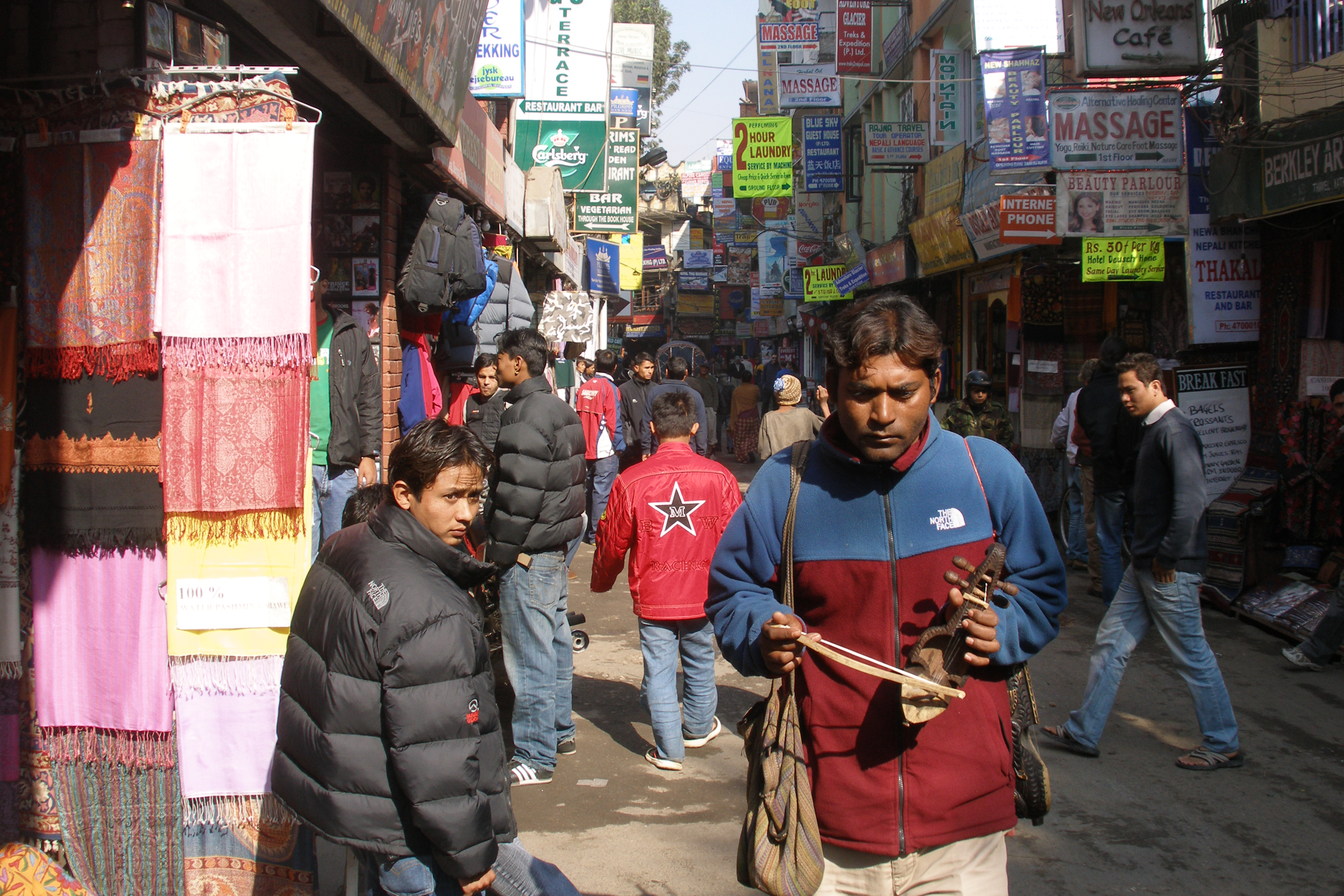

## Clima

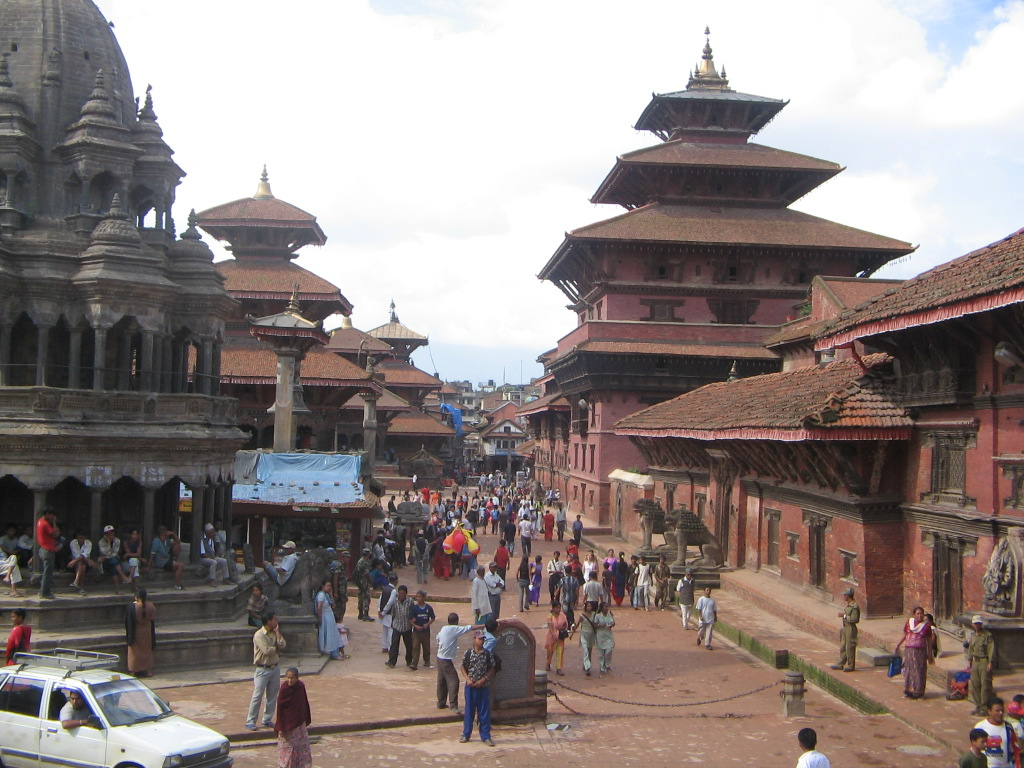
Piața Durbar Patan

| Date climatice pentru Kathmandu (1981-2010)                                                                                        | Date climatice pentru Kathmandu (1981-2010) | Date climatice pentru Kathmandu (1981-2010) | Date climatice pentru Kathmandu (1981-2010) | Date climatice pentru Kathmandu (1981-2010) | Date climatice pentru Kathmandu (1981-2010) | Date climatice pentru Kathmandu (1981-2010) | Date climatice pentru Kathmandu (1981-2010) | Date climatice pentru Kathmandu (1981-2010) | Date climatice pentru Kathmandu (1981-2010) | Date climatice pentru Kathmandu (1981-2010) | Date climatice pentru Kathmandu (1981-2010) | Date climatice pentru Kathmandu (1981-2010) | Date climatice pentru Kathmandu (1981-2010) |
| Luna | Ian                                         | Feb                                         | Mar                                         | Apr                                         | Mai                                         | Iun                                         | Iul                                         | Aug                                         | Sep                                         | Oct                                         | Nov                                         | Dec                                         | Anual                                       |
| --- | ------------------------------------------- | ------------------------------------------- | ------------------------------------------- | ------------------------------------------- | ------------------------------------------- | ------------------------------------------- | ------------------------------------------- | ------------------------------------------- | ------------------------------------------- | ------------------------------------------- | ------------------------------------------- | ------------------------------------------- | ------------------------------------------- |
| Maxima medie °C (°F) | 19.1 (66,4)                                 | 21.4 (70,5)                                 | 25.3 (77,5)                                 | 28.2 (82,8)                                 | 28.7 (83,7)                                 | 29.1 (84,4)                                 | 28.4 (83,1)                                 | 28.7 (83,7)                                 | 28.1 (82,6)                                 | 26.8 (80,2)                                 | 23.6 (74,5)                                 | 20.2 (68,4)                                 | 25,6 (78,1)                                 |
| Minima medie °C (°F) | 2.4 (36,3)                                  | 4.5 (40,1)                                  | 8.2 (46,8)                                  | 11.7 (53,1)                                 | 15.7 (60,3)                                 | 19.1 (66,4)                                 | 20.2 (68,4)                                 | 20.0 (68)                                   | 18.5 (65,3)                                 | 13.4 (56,1)                                 | 7.8 (46)                                    | 3.7 (38,7)                                  | 12,1 (53,8)                                 |
| Minima istorică °C (°F) | −2.8 (27)                                   | −1.1 (30)                                   | 1.7 (35,1)                                  | 4.4 (39,9)                                  | 9.4 (48,9)                                  | 13.9 (57)                                   | 16.1 (61)                                   | 16.1 (61)                                   | 13.3 (55,9)                                 | 5.6 (42,1)                                  | 0.6 (33,1)                                  | −1.7 (28,9)                                 | −2,8 (27)                                   |
| Precipitații mm (inches) | 14.4 (0.567)                                | 18.7 (0.736)                                | 34.2 (1.346)                                | 61.0 (2.402)                                | 123.6 (4.866)                               | 236.3 (9.303)                               | 363.4 (14.307)                              | 330.8 (13.024)                              | 199.8 (7.866)                               | 51.2 (2.016)                                | 8.3 (0.327)                                 | 13.2 (0.52)                                 | 1.454,9 (57,28)                             |
| Umiditate [%] | 79                                          | 71                                          | 61                                          | 53                                          | 57                                          | 73                                          | 81                                          | 83                                          | 82                                          | 79                                          | 85                                          | 80                                          | 74                                          |
| Nr. de zile cu precipitații | 2                                           | 3                                           | 4                                           | 6                                           | 12                                          | 17                                          | 23                                          | 22                                          | 15                                          | 4                                           | 1                                           | 1                                           | 110                                         |
| Ore însorite | 223                                         | 254                                         | 260                                         | 231                                         | 229                                         | 186                                         | 136                                         | 159                                         | 132                                         | 252                                         | 244                                         | 250                                         | 2.556                                       |
| Sursa nr. 1: Department of Hydrology and Meteorology , World Meteorological Organization (precipitation days)                      |                                             |                                             |                                             |                                             |                                             |                                             |                                             |                                             |                                             |                                             |                                             |                                             |                                             |
| Sursa nr. 2: Danish Meteorological Institute (sun and relative humidity), Sistema de Clasificación Bioclimática Mundial (extremes) |                                             |                                             |                                             |                                             |                                             |                                             |                                             |                                             |                                             |                                             |                                             |                                             |                                             |